# КНДР на зимних Олимпийских играх 1988
КНДР принимала участие в Зимних Олимпийских играх 1988 года в Калгари (Канада) в четвёртый раз за свою историю, но не завоевала ни одной медали.